# Frieseomelitta portoi
Frieseomelitta portoi, popularmente conhecida como mocinha-preta ou abelha-sem-ferrão, é uma espécie de abelha da subfamília dos apíneos (Apinae), endêmica do Brasil.

## Nome
O nome popular abelha-sem-ferrão, que se comporta como sinônimo de abelha-da-terra, é uma comum de algumas espécies de apíneos. Seu epíteto específico portoi é uma homenagem ao Dr. Porto, subdiretor do Museu Paraense Emílio Goeldi.

## Taxonomia
Frieseomelitta portoi foi descrita pela primeira vez por Heinrich Friese em 1900 como Trigona portoi. A localidade-tipo fornecida é o estado do Pará, no Brasil.

## Descrição
Abelhas do gênero Frieseomelitta são tipicamente pequenas, medindo até sete milímetros de comprimento, e podem ser reconhecidas por um conjunto de características morfológicas distintas. Apresentam marcas amarelas na face, especialmente na área paraocular e nas genas, margeando os olhos compostos. A margem posterior do vértex não é elevada, e o ângulo distal superior da metatíbia da operária é amplamente arredondado. A metatíbia, espatulada, em forma de raquete ou claviforme, é aumentada e inflada, com uma pequena depressão corbicular restrita ao terço apical e com cerdas plumosas na borda retromarginal. Os adultos emergem com a cabeça e o mesossoma escuros, enquanto o metassoma permanece esbranquiçado por mais de uma semana. Outra característica marcante é a ponta da asa com coloração branca leitosa na maioria das espécies. O palpo labial possui numerosas cerdas alongadas e sinuosas; nos dois primeiros palpômeros, essas cerdas são tão longas quanto o primeiro palpômero e mais longas que o segundo, geralmente superando em mais de duas vezes a largura do palpo.

## Distribuição e habitat
Frieseomelitta portoi ocorre em Guiana (Cuyúni–Mazarúni), no Peru (Huánuco e Loreto) e no Brasil, nos estados do Acre, Amazonas, Ceará, Maranhão (Alcântara e São Luís), Pará (Almeirim, Belém, Itaituba e Melgaço), Paraíba e Rondônia, nos biomas da Amazônia, Caatinga e Cerrado. Em termos hidrográficos, está presente nas sub-bacias do Gurupi, do Madeira, do Mearim, do Negro, do Paraíba, do Baixo Parnaíba, do Tapajós, do Baixo Tocantins e do Xingu.
Uma pesquisa sobre os efeitos da colonização agrícola e do desmatamento sobre os meliponídeos em Rondônia revelou que a espécie foi atraída por iscas de flores e mel, sendo mais frequente em áreas desmatadas. Embora alguns indivíduos tenham sido capturados em locais com floresta de copa fechada e, em menor número, em áreas de copa aberta, no geral a espécie foi raramente registrada. Além disso, foram coletados 15 indivíduos numa área de floresta secundária na região setentrional do estado do Maranhão, no município de Alcântara.

## Ecologia
Frieseomelitta portoi constroi os ninhos em cavidades de árvores vivas ou mortas (secas). As células de cria são verticalmente alongadas e conectadas entre si por delicadas ligações de cerume, formando cachos. É agressiva quando se sente ameaçada, voa rápido e pode se enrolar no cabelo dos observadores humanos.

## Conservação
Em 2018, Frieseomelitta portoi foi classificada como pouco preocupante (LC) no Livro Vermelho da Fauna Brasileira Ameaçada de Extinção do Instituto Chico Mendes de Conservação da Biodiversidade (ICMBio). As espécies do gênero Frieseomelitta não são muito adaptadas a ambientes antropizados e/ou altamente urbanizados. A área de distribuição de F. portoi sofre processo de conversão de áreas naturais em pastagens e monoculturas, mas por sua ampla extensão de ocorrência e pela presenta de grandes remanescentes de vegetação nacional, não há ameaças que impactem sua existência. Está presente em algumas áreas de conservação: a Área de Proteção Ambiental do Tapajós (APA Tapajós), a Floresta Nacional de Carajás (Flona Carajás), o Parque Nacional dos Campos Ferruginosos (PARNA dos Campos Ferruginosos), o Parque Nacional do Jaú (PARNA Jaú), a Área de Proteção Ambiental da Região do Maracanã (APA Região do Maracanã), a Área de Proteção Ambiental Triunfo do Xingu (APA Triunfo do Xingu), a Reserva de Desenvolvimento Sustentável do Rio Negro (RDS Rio Negro) e a Reserva Particular de Patrimônio Natural Laço de Amor (RPPN Laço de Amor).